# Marsos
Marsos (en latín: Marsi, en griego: Μάρσοι) fue un pueblo de Italia central que vivía en la época romana en el entorno del lago Fucino. Tenía al este a los pelignos, al norte a los sabinos y vestinos, y al oeste y al sur a los ecuos, hérnicos y volscos. Eran de origen sabino y estaban emparentados con los marrucinos, pelignos y vestinos. 
Aparecen en la Historia en 340 a. C., cuando eran aliados de Roma, igual que los pelignos, y concedieron paso a los romanos hacia el Samnio y Campania. En la segunda guerra samnita permanecieron neutrales (311 a. C.) cuando sus aliados vestinos fueron atacados por el ejército romano, pero en el año 308 a. C. ya estaban en guerra con Roma, sin que sean conocidas las causas de su participación. En 304 a. C., marsos, marrucinos, vestinos y pelignos concertaron un tratado con Roma después de la derrota de los ecuos.
En 301 a. C., los marsos se rebelaron para oponerse a la fundación de la colonia de Carseoli en el borde de su territorio, pero fueron fácilmente derrotados, y las tres ciudades de Plestina, Milionia y Fresilia, fueron conquistadas por los romanos. Los romanos se vieron obligados a firmar la paz y a ceder una parte de su territorio. Por otra parte, las condiciones del tratado fueron bastante aceptables. Desde entonces fueron constantes aliados de Roma y proveyeron contingentes auxiliares a los ejércitos romanos.
En 225 a. C. Polibio sitúa a los marsos, marrucinos, vestinos y frentanos como un conjunto y omite a los pelignos. Dionisio de Halicarnaso menciona a los marrucinos, pelignos y frentanos como aliados de los romanos en la batalla de Asculum, pero no nombra a los marsos ni a los vestinos. Silio Itálico dice que fueron aliados de Roma en la batalla de Cannas. Ennio les asocia con los pelignos y los vestinos.
Su territorio fue asolado por Aníbal en la segunda guerra púnica, pero permanecieron leales a Roma y participaron con un contingente en la expedición de Escipión el Africano a África en 205 a. C.
En la guerra Social formaron el núcleo central de los confederados italianos, por lo que muchos autores dan a la guerra Social el nombre de guerra mársica. Quinto Popedio Silo, uno de los narradores de la guerra, era marso. Después de los picentinos, los marsos tomaron las armas y fueron secundados por los pelignos, marrucinos, vestinos, frentanos, samnitas y lucanos. Los marsos asediaron Alba Fucens (91 a. C.), colonia romana y fortaleza, pero el cónsul Publio Rutilio Lupo fue enviado allí y los rechazó (90 a. C.).
Una división romana dirigida por Marco Perpenna Ventón fue aniquilada al comienzo de la guerra, y el cónsul romano fue derrotado y muerto por los aliados dirigidos por Tito Vetio Cato. Cayo Mario, actuando como legado de Rutilio, consiguió enderezar la situación y obtuvo una victoria decisiva sobre los marsos, librada en un lugar no mencionado en las fuentes, en la que estos y sus aliados perdieron 6000 hombres y murió Herio Asino, el jefe de los marsos. Pese a todo Cayo Mario no pudo enfrentarse a los marsos, ya que tuvo que permanecer en su campamento, bloqueado por Pompedio Silo. Además de que una nueva batalla no iba a tener resultados decisivos. Quinto Servilio Cepión, lugarteniente de Mario, fue aniquilado por los marsos; en cambio los pelignos fueron derrotados por Servio Sulpicio Rufo, aunque sin carácter decisivo. 

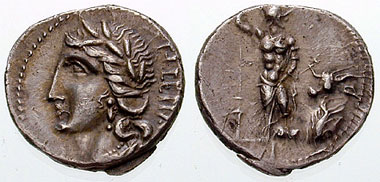
Denario de plata del año 89 a. C. de la confederación marsa, durante la guerra Social (91-88 a. C.). La leyenda «Italia» está en osco.

En la campaña del año 89 a. C., el cónsul Lucio Porcio Catón Licinia obtuvo algunas victorias sobre los marsos y sus aliados, pero murió en una batalla cerca del lago Fucino. La decisión romana de dar la ciudadanía romana a los italianos mediante una ley, dejó a los rebeldes privados de su principal reivindicación y comenzaron las disensiones. Las victoriosas operaciones militares de Cneo Pompeyo Estrabón y su lugarteniente Sulpicio, condujeron a la sumisión de los marrucinos, vestinos y pelignos antes de finalizar el año. Los marsos continuaron rebelados, pero las derrotas repetidas les obligaron a rendirse. A pesar de su obstinada lucha fueron admitidos como ciudadanos romanos en términos favorables.
En los años siguientes, los marsos desaparecieron como nación de la Historia. A pesar de ello, aún durante un tiempo dejaron marcado su carácter en la zona. Fueron incluidos en la tribu romana Sergia. En tiempos de Augusto quedaron dentro de la Regio IV Samnium (cuarta región) de la Italia romana.
En la guerra civil entre Julio César y Pompeyo fueron favorables al último. Las veinte cohortes con las que Lucio Domicio Enobarbo ocupó Corfinium fueron reclutadas entre marsos pelignos. En la guerra de Vespasiano contra Vitelio se declararon a favor del primero.
Su territorio tenía en época cristiana un obispo con sede en Marruvium (Episcopus Marsorum), que en el siglo XVI se trasladó a Pescina. 
La familia romana de los Colonna portaba y porta el título de condes de los Marsos.
Característica de los marsos, aparte de la valentía en combate, mencionada por algunos autores, creían en la magia y en los encantamientos, concretamente en el de los reptiles venenosos para hacerlos inofensivos, facultad que decían derivaba de que eran descendientes de la hechicera Circe o de la divinidad local Angitia (supuesta hermana de Circe). Estas facultades no eran individuales, sino que eran comunes a toda la nación según Silio Itálico.
La principal ciudad de los marsos fue Marruvium, probablemente la única que era realmente una ciudad. Se nombran otras que debían ser pequeños vicus o castillos. Plinio el Viejo menciona Anxantia o Anxantini, Antinum (habitada por los antinates), y Lucus (habitada por los lucenses) más propiamente Lucus Angitiae (moderna Luco dei Marsi). Claudio Ptolomeo cita a Aex (Αἴξ), probablemente corrupción de Anxantia. En los itinerarios romanos aparece Cerfennia en la Vía Valeria.